# Helixpiercing

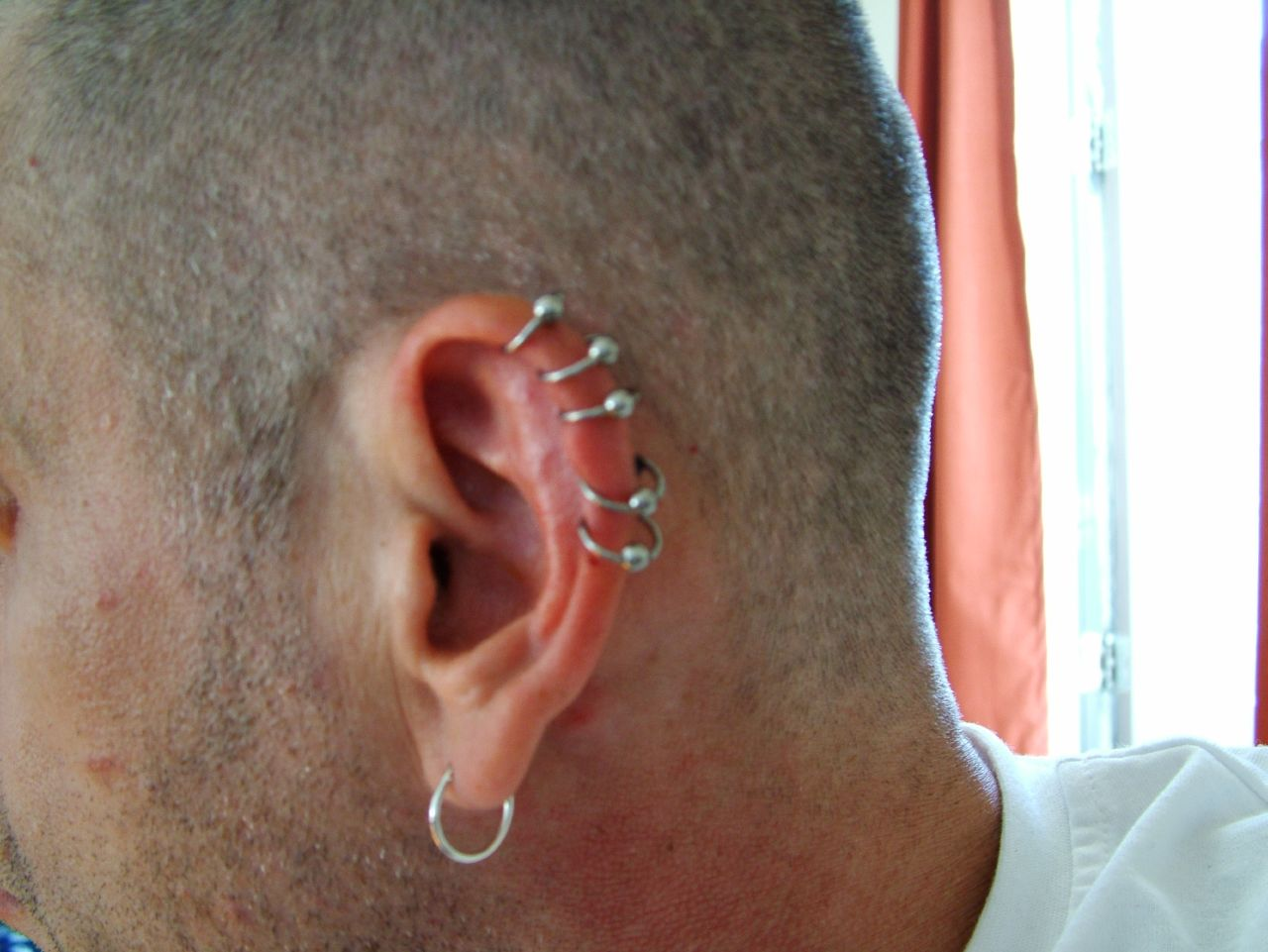
helixpiercing

Een helixpiercing is een piercing in het bovenste randje van de oorschelp, door het kraakbeen, genaamd helix. In deze piercing kan zowel een ringetje als een knopje of een staafje worden gedragen. Deze kraakbeen piercing is een van de meest populaire oorpiercings die er bestaan.

## Soorten helix piercings
- Low helix helix piercing
- Mid helix piercing
- Flat piercing